# Elkanah Angwenyi
Elkanah Angwenyi (né le 5 février 1983 à Nyamira) est un athlète kényan, spécialiste des courses de demi-fond.

## Biographie
En 2006, il remporte la médaille de bronze du 1 500 mètres lors des Championnats du monde en salle de Moscou, devancé par l'Ukrainien Ivan Heshko et l'autre Kényan Daniel Kipchirchir Komen. 

### Palmarès
| Date | Compétition                    | Lieu   | Résultat | Épreuve |
| ---- | ------------------------------ | ------ | -------- | ------- |
| 2006 | Championnats du monde en salle | Moscou | 3e       | 1 500 m |

### Records
| Épreuve | Épreuve   | Performance   | Lieu   | Date            |
| ------- | --------- | ------------- | ------ | --------------- |
| 1 500 m | Plein air | 3 min 31 s 97 | Rome   | 14 juillet 2006 |
| 1 500 m | Salle     | 3 min 41 s 63 | Moscou | 10 mars 2006    |